# أليكس مونتغمري
أليكس مونتغمري (بالإنجليزية: Alex Montgomery) مواليد 12 نوفمبر 1988 في تاكوما، هي لاعبة كرة سلة أمريكية. بدأت مسيرتها الاحترافية في سنة 2011. تم اختيارها من قبل فريق نيويورك ليبرتي خلال الدرافت. تلعب مع سان أنطونيو ستارز في دوري الاتحاد الوطني لكرة السلة النسائية. وتحمل الرقم 6. لعبت مع نيويورك ليبرتي وسان أنطونيو ستارز.

## روابط خارجية
- أليكس مونتغمري على موقع الاتحاد الوطني لكرة السلة النسائية (الإنجليزية)
- أليكس مونتغمري على موقع كرة السلة الأوروبية.كوم (الإنجليزية)
- أليكس مونتغمري على موقع كلية كرة السلة في سبورتس رفرنس.كوم (الإنجليزية)
- أليكس مونتغمري على موقع بروبوليرز (الإنجليزية)
- أليكس مونتغمري على موقع سبورتس رفرنس (الإنجليزية)